# Bisdom Amarillo
Het bisdom Amarillo (Latijn: Dioecesis Amarillensis) is een rooms-katholiek bisdom met als zetel Amarillo, in de Amerikaanse staat Texas. Het bisdom is suffragaan aan het aartsbisdom San Antonio. 

## Geschiedenis
Het bisdom werd opgericht op 3 augustus 1926, uit delen van de bisdommen Dallas en El Paso en het nieuw verheven aartsbisdom San Antonio.  
Het verloor gebied bij de oprichting van de bisdommen San Angelo (1961) en Lubbock (1983). 

## Parochies
Het bisdom had in 2022 een oppervlakte van 9.962 km2 en telde 478.700 inwoners waarvan 9,6% rooms-katholiek was.

## Bisschoppen
- Rudolph Aloysius Gerken (25 augustus 1926 - 2 juni 1933)
- Robert Emmet Lucey (10 februari 1934 - 21 januari 1941)
- Laurence Julius FitzSimon (2 augustus 1941 - 2 juli 1958)
- John Louis Morkovsky (18 augustus 1958 - 16 april 1963)
- Lawrence Michael De Falco (16 april 1963 - 28 augustus 1979)
- Leroy Theodore Matthiesen (18 maart 1980 - 21 januari 1997)
- John Walter Yanta (21 januari 1997 - 3 januari 2008)
- Patrick James Zurek (3 januari 2008 - heden)

## Galerij van afbeeldingen

Wapen van het bisdom
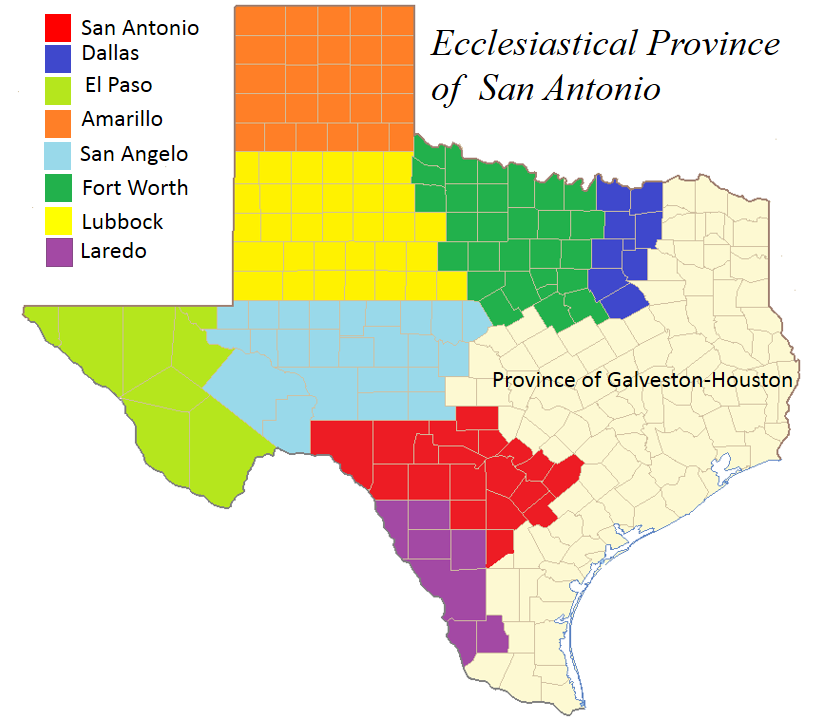
Kerkprovincie met aartsbisdom en suffragane bisdommen

San Antonio (aartsbisdom) · Amarillo · Dallas · El Paso · Fort Worth · Laredo · Lubbock · San Angelo